# Azopigment

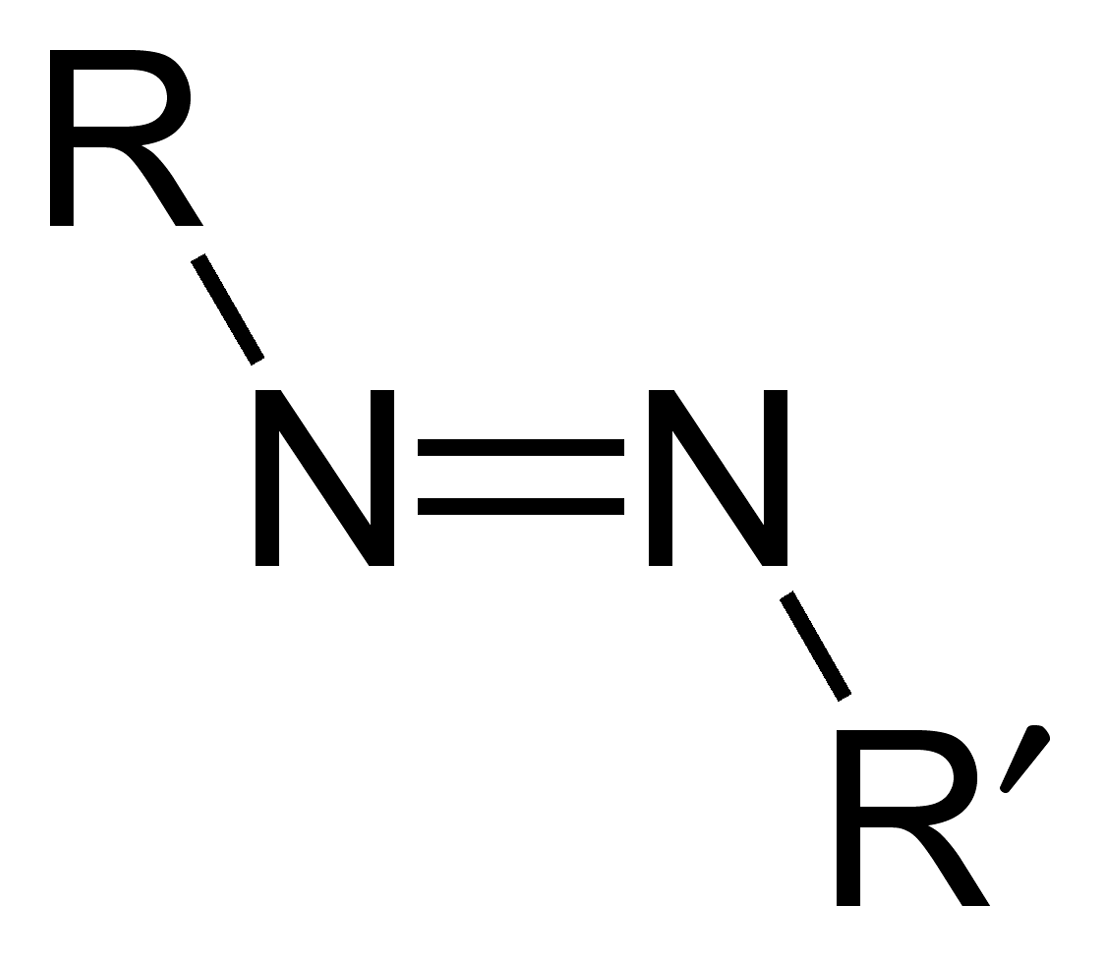
Kenmerkende structuur van een azopigment: de azoverbinding.

Azopigmenten zijn kleurloze deeltjes (gewonnen uit aarde of klei) die worden gekleurd door een aromatische azoverbinding. De azoverbindingen zijn sterk gekleurde organische moleculen.
De lichtabsorptie van de azoverbindingen zijn te sterk om op zichzelf gebruikt te worden; ze zouden zeer donker tonen. Om een betere bruikbaarheid van het pigment te bereiken wordt het verdund. Om het in verf te gebruiken moeten de kleuren aan deeltjes worden gebonden.
De kleureigenschappen van azopigmenten zijn uitstekend, met name in het bereik geel, oranje en rood. Daarom worden ze vaak gebruikt als vervanging van cadmiumpigmenten. Er zijn echter ook groene en blauwe azopigmenten.
Azokleurstoffen, vooral die met verscheidene azogroepen, hebben nog een speciale eigenschap: ze vertonen namelijk dichroïsme. Dit betekent dat ze licht kunnen polariseren. Daarom worden (mengsels van) azokleurstoffen ook wel in polarisatoren gebruikt. Andere kleurstoffen met dezelfde eigenschap zijn zogenaamde antrachinonkleurstoffen.